# Iža
Iža (in ungherese Izsa) è un comune della Slovacchia facente parte del distretto di Komárno, nella regione di Nitra.